# دحل مسانية
دحل مسانية هو أحد الدحول الواقعة جنوب الصمان في السعودية.